# Ewald Bohm
Ewald Bernhard Bohm (* 24. Juni 1903 in Graudenz, Westpreußen; † 29. Februar 1980 in Wädenswil, Schweiz) war ein deutscher Psychologe und Journalist.

## Leben und Wirken
Ewald Bohm wurde als zweites Kind des jüdischen Bankiers Jacob Bohm (1862–1934) und dessen Frau Rosa geb. Zachart (1870–1942), einer Porträtmalerin, geboren. Er hatte eine ältere Schwester, Margot, die 1940 in Österreich starb. Bohm studierte ab 1922 in Berlin und Freiburg/Breisgau Rechts- und Staatswissenschaften, mit Geschichte, Soziologie und Ethnologie als Nebenfächern, bevor er zur Orientalistik wechselte. 1927 legte er eine Prüfung in japanischer Philologie ab, da er zunächst in den Dienst des Auswärtigen Amtes treten wollte. In den Folgejahren besuchte er Vorlesungen von Wolfgang Köhler und Max Wertheimer zur Psychoanalyse. Jedoch war er bereits 1926 in Kontakt mit psychoanalytischen Theorien und dem Institut für Sexualwissenschaft Magnus Hirschfelds gekommen. Ab 1929 war Bohn als Wissenschaftsjournalist tätig. Seine Spezialgebiete waren Populärmedizin und Pädagogik. Ab 1930 leitete er zudem die ersten Elternkurse in moderner Pädagogik an öffentlichen Schulen in Berlin.
Als Sozialdemokrat mit jüdischer Herkunft war Ewald Bohm durch die Nationalsozialisten gefährdet und emigrierte 1933 nach Kopenhagen. Hier lernte er die dänische Lehrerin und Logopädin Kirsten Mørch (1909–1986) kennen und heiratete sie schließlich 1937. Bohms Vater starb 1934 während eines Besuchs bei seinem Sohn in Dänemark, die Mutter wurde 1942 in das Ghetto Theresienstadt deportiert, wo sie wenige Tage später den Tod fand. Nach der Besetzung von Dänemark durch die Nationalsozialisten musste Bohm 1943 erneut fliehen, nunmehr nach Schweden. Nach dem Ende des Zweiten Weltkriegs kehrte er nach Kopenhagen zurück. Sein Buch Lehrbuch der Rorschach-Psychodiagnostik wurde ihm 1953 als Dissertationsschrift an der Eidgenössischen Technischen Hochschule (ETH) Zürich anerkannt.
Ewald und Kirsten Bohm wurden Eltern eines Sohns, Lennart Bohm (1949–2012), der später in Dänemark als Arzt tätig werden sollte.
Anfang der 1950er Jahre war Ewald Bohm individuelles Mitglied des International Committee for Sexual Equality (ICSE) mit Sitz in Amsterdam, das im Rahmen der europäischen Homophilenbewegung zwischen 1951 und 1958 fünf internationale Kongresse ausrichtete und sich insbesondere für die Entkriminalisierung (und Entpathologisierung) der Homosexualität in Europa einsetzte.
Ewald Bohm ließ sich 1965 endgültig in der Schweiz nieder. Seine Frau folgte ihm nach ihrer Pensionierung. Die letzten Jahre seines Lebens verbrachte Ewald Bohm in einem Pflegeheim. Er konnte sich weder bewegen noch sprechen, sondern allein durch die Bewegungen seiner Augen ausdrücken. Zu seinen engen Freunden in der Schweiz gehörte der US-amerikanisch-schweizerische Psychologe Kenower Weimar Bash (1913–1986).

## Wirkungen
Edwald Bohm hat entscheidend zur Verbreitung der Rorschach-Diagnostik im deutschsprachigen Raum beigetragen. Sein Buch zu dem Verfahren gilt als anerkanntes Standardwerk in der Psychologie. Im Jahr 2004 erschien die achte Auflage von Bohms Lehrbuch der Rorschach-Psychodiagnostik im Hogrefe Verlag in Göttingen. Heinz-Jürgen Voss sieht in Bohms sexualpädagogischen Schriften – insbesondere im Band Sexualerziehung, den dieser gemeinsam mit Magnus Hirschfeld verfasste – eine frühe „Sexualpädagogik der Vielfalt“.

## Veröffentlichungen
- Gemeinsam mit Magnus Hirschfeld: Sexualerziehung. Der Weg durch Natürlichkeit zur neuen Moral. Berlin: Universitas, 1930 [Übersetzung ins Französische unter dem Titel Éducation sexuelle, Paris: Éditions Montaigne 1934].
- Lehrbuch der Rorschach-Psychodiagnostik. Für Psychologen, Ärzte und Pädagogen. Bern: Huber, 1951.
- Jealousy. In: Albert Ellis und Albert Abarbanel (Hrsg.): The Encyclopedia of Sexual Behavior. Vol II, New York: Hawthorn 1961. New York, London: Hawthorn, The Corsano 1961, S. 567–574.
- Sex Life of Scandinavian Countries: Denmark. In: Albert Ellis und Albert Abarbanel (Hrsg.): The Encyclopedia of Sexual Behavior. Vol II. New York, London: Hawthorn, The Corsano 1961, S. 910–914.
- Sex Life of Scandinavian Countries: Sweden. In: Albert Ellis und Albert Abarbanel (Hrsg.): The Encyclopedia of Sexual Behavior. Vol II. New York, London: Hawthorn, The Corsano 1961, S. 919–925.